# Teoría de los juegos de rol

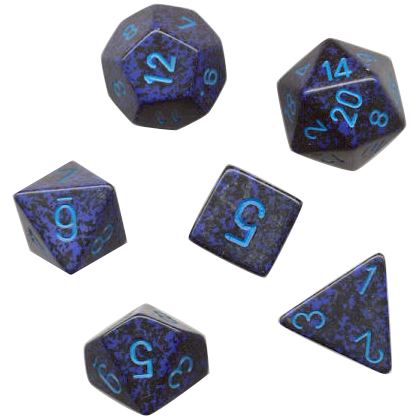
Dados 4 a 20 caras utilizados típicamente en juegos de rol

Una teoría de los juegos de rol es un estudio académico o crítico sobre los juegos de rol como fenómeno social o artístico. Las teorías de los juegos de rol tratan de comprender y definir lo que son los juegos de rol, su funcionamiento y cómo refinar o especializar el proceso para mejorar la experiencia de juego y crear productos o sistemas lúdicos más útiles.

## Historia
La primera reflexión crítica organizada sobre los juegos de rol y una investigación académica sobre los mismos desde su aparición a mediados de la década de 1970 hasta su generalización en la de 1980 se enfocaba en examinar y refutar las primeras controversias que rodeaban a la afición en aquella época. Discutiblemente, el primer análisis sobre los juegos de rol en términos clínicos llegó con la publicación de Shared Fantasies: Role Playing Games as Social Worlds de Gary Fine. Gary Gygax, coautor de Dungeons & Dragons junto a Dave Arneson publicó dos libros sobre su filosofía y opinión sobre los juegos de rol, Role Playing Mastery: Tips, Tactics and Strategies en 1989 y Master of the Game en 1990.
En 1994-95 la empresa Inter*Active, (posteriormente rebautizada como Interactive Fiction) publicó una revista dedicada al estudio de los juegos de rol. En el primer número Robin Laws reivindicaba la creación de una teoría crítica sobre los juegos de rol. A finales de la década de 1990 la discusión sobre la naturaleza de los juegos de rol en rec.games.frp.advocacy había generado varias teorías sobre los juegos de rol que se extendieron a otros lugares e influyeron en teóricos de Francia y Escandinavia. Concretamente en los países escandinavos surgieron varios grupos ideológicos opuestos sobre la naturaleza y función de los juegos de rol, que comenzaron a celebrar conferencias académicas regulares sobre la teoría de los juegos de rol, llamadas conferencias knutepunk, que comenzaron en 1999 y continúan actualmente.
A principios del siglo XXI surgieron en internet comunidades de juegos de rol autodefinidas como «independientes», como The Forge, estudiando los juegos de rol y desarrollando la teoría GNS sobre los juegos de rol. Las conferencias knutepunkt continuaron celebrándose y publicando más teorías y perfeccionando las ya existentes. Muchos juegos, especialmente los de autores independientes, son ahora escritos incorporando conscientemente los principios teóricos de las teorías de los juegos de rol.

## Ejemplos notables
De entre las teorías sobre los juegos de rol pueden citarse las siguientes:
Modelo de tres caras
Desarrollado en rec.games.frp.advocacy entre 1997 y 1998, fue propuesto por Mary Kuhner y estructurado por John Kim. Establece la teoría de que la decisión de cualquier Director de juego será realizada para sostener el juego, el drama o la simulación. Las preferencias de los jugadores, estilos de juego e incluso los sistemas de juego pueden clasificarse según estén orientados al juego, al drama o a la simulación, aunque lo más habitual es que tomen elementos de varios de estos modelos. A veces recibe el nombre de Teoría GDS. Estrictamente hablando, la teoría GDS se basa en las interacciones sociales de los jugadores, pero ha sido extrapolada al diseño de juegos, tanto dentro como fuera del mundo de los juegos de rol. Un juego puede clasificarse en función de si fomenta o facilita que los jugadores refuercen conductas que encajen en cada categoría. Los diseñadores de juegos encuentran este modelo útil porque puede utilizarse para explicar por qué los jugadores juegan a determinados juegos.
Teoría GEN
Desarrollada en Gaming Outpost en 2001, en gran parte por Scarlet Jester. Establece una serie de niveles de juego, siendo el nivel más elevado dominado por la «actuación», dividida esta en tres categorías: jugadora, exploradora y narrativa. Esta teoría debe mucho a la teoría GNS.
El gran modelo o teoría de Forge
Desarrollado en The Forge entre 1999 y 2005, en gran parte por el diseñador Ron Edward, teoriza que los juegos de rol se clasifican siguiendo cuatro niveles: nivel de contrato social, nivel de exploración, nivel técnico y nivel efímero, con planes creativos que gobiernan la relación del contrato social con el nivel técnico. Según esta teoría existen tres clases de planes creativos: lúdico, narrativo y simulador. La teoría se detalla en los artículos GNS and Other Matter of Role Play Theory, System Does Matter, Narrativism: Story Now, Gamism: Step on Up y Simulationism: The Right to Dream de Ron Edwards, en la página de The Forge. El gran modelo se ha extendido y ha terminado desplazando a la teoría GNS.
Teoría de los colores
Desarrollada por Fabien Ninoles en 2002, fue desarrollada en una lista de correo de diseñadores de juegos de rol en Francia. Es una heredera de las teorías SCARF y SCAR, relacionadas con teorías inglesas. En esta teoría los objetivos del sistema de juego se clasifican en función de los colores primarios de la luz televisiva -verde (sencillez), azul (realismo), rojo (consistencia), con nociones adicionales como adaptabilidad, tenacidad, brillo y visibilidad como extensiones de la metáfora.
Teoría de Canales
Desarrollada por Larry Hols en 2003, teoría según la cual los sistemas de juego están compuestos de «canales» diversos como «narración», «tono moral» o «fidelidad al escenario». En parte fue desarrollada como una crítica a las teorías de tres estilos.
La Escuela de Turku
Fue desarrolalda en Turku, Finlandia, particularmente por el diseñador Mike Pohjola desde 1996 hasta el presente. Defiende el sistema de juego de la inmersión (eläytyminen) como método principal de juego de rol (y especialmente los juegos de rol en vivo) y de la exploración artística como objetivos primarios del juego. El estilo inmersionista se considera diferenciado del estilo dramático, lúdico y simulacionista, y el dramatismo y el ludismo se consideran estilos claramente inferiores de jugar al rol, adecuados para otros medios. Define los juegos de rol abarcando muchas formas diferentes y evita las elecciones normativas sobre cuáles son las mejores formas de jugar. «Un juego de rol es la creación que surge de la interacción entre jugadores o entre jugador(es) y director(es) de juego dentro de un formato diegético específico».